# Yoshiki Hayashi
Yoshiki Hayashi (林 佳樹?, Hayashi Yoshiki; Tateyama, 20 novembre 1965) è un musicista, compositore, polistrumentista e produttore discografico giapponese.
È particolarmente noto per essere il fondatore, batterista e pianista degli X Japan, uno dei più popolari gruppi giapponesi, e per aver scritto la maggior parte delle loro canzoni.
Yoshiki è polistrumentista: oltre al pianoforte, l'organo e il clavicembalo sa suonare la batteria e la chitarra elettrica.

## Biografia
Nel 1982 Yoshiki formò gli X Japan insieme all'amico Toshi (Toshimitsu Deyama, cantante del gruppo). È grazie a questo gruppo che è diventato famoso sia in Giappone che all'estero. All'interno degli X Japan era batterista e pianista. Nel 1988 fondò la Extasy Records, sacrificando l'impresa di famiglia per poter avviare la carriera degli X Japan, in quanto non riuscivano a trovare un produttore discografico. Nel 1997 gli X Japan si sciolsero ma Yoshiki continuò la carriera musicale e di produttore discografico.
Al di fuori degli X Japan ha collaborato con diversi artisti famosi come Roger Taylor, il batterista dei Queen, George Martin, il produttore dei Beatles, e collaborato con vari artisti al tributo internazionale ai Kiss. Come produttore ha sempre diretto la Extasy Records, con la quale ha avviato la carriera di molte famose band musicali giapponesi come i Luna Sea, i Glay e gli Zi:Kill.
Dopo il 1997, data di scioglimento degli X Japan, l'impegno principale di Yoshiki è stato nei Violet UK, gruppo da lui fondato. Dopo tale data è rimasto attivo anche come produttore discografico, per band come Dir en grey, TRAX e Globe, di cui ha anche fatto parte dal settembre 2004 all'agosto 2005. Ha poi partecipato all'Expo 2005, ha fornito la colonna sonora per il film Catacombs - Il mondo dei morti e ha formato la rock band S.K.I.N. assieme al popolare artista pop Gackt, ex cantante dei Malice Mizer, con Sugizo l'ex chitarrista dei Luna Sea e con il musicista Miyavi.
Nel 2007 ha partecipato alla realizzazione della colonna sonora di Saw IV.
Nel 2012 ha composto la musica per la 69ª edizione dei Golden Globe.

## Omaggi
Yoshiki è la prima persona a cui sia stata dedicata un'action figure personalizzata di Hello Kitty, chiamata "Yoshikitty".
Stan Lee ha creato un fumetto, Blood Red Dragon con protagonista Yoshiki.

## Discografia

### Album da Solista
- 1993 - Eternal Melody
- 1993 - Amethyst
- 2005 - Eternal Melody II
- 2005 - Yoshiki Symphonic Concert with Tokyo City Philharmonic Orchestra featuring Violet UK
- 2013 - Yoshiki Classical

### Con gli X Japan
- 1988 - Vanishing Vision
- 1989 - BLUE BLOOD
- 1991 - Jealousy
- 1993 - Art of Life
- 1996 - DAHLIA

### Con i Violet UK
- 2007 - Blue Butterfly
- 2009 - ROSA

### Collaborazioni
- 1993 - NOA - Imawo Dakishimete
- 1994 - Roger Taylor & Yoshiki - Foreign Sand
- 2002 - globe - seize the light
- 2003 - DAHLIA - I'll be your love

### Altro
- 1991 - Yoshiki Selection
- 1992 - A Music Box for Fantasy - Yoshiki
- 1996 - Yoshiki Selection II
- 2007 - Catacombs - Il mondo dei morti (Catacombs) - Original Motion Picture Soundtrack
- 2013 - Golden Globe 2012 Theme song